# Mistr Kampanus
Mistr Kampanus je obsáhlý historický román Zikmunda Wintera líčící pohnutý osud českého národa v období bitvy na Bílé hoře a jejích tragických následků. Ústřední postavou vyprávění je poslední rektor Karlovy univerzity před jejím ovládnutím jezuity, humanistický básník Jan Kampanus Vodňanský, který svým postojem a cítěním ztělesňuje veškerou bezmocnost a zoufalý vzdor poraženého národa v době pobělohorské.[nedostupný zdroj]

## Stručné shrnutí děje

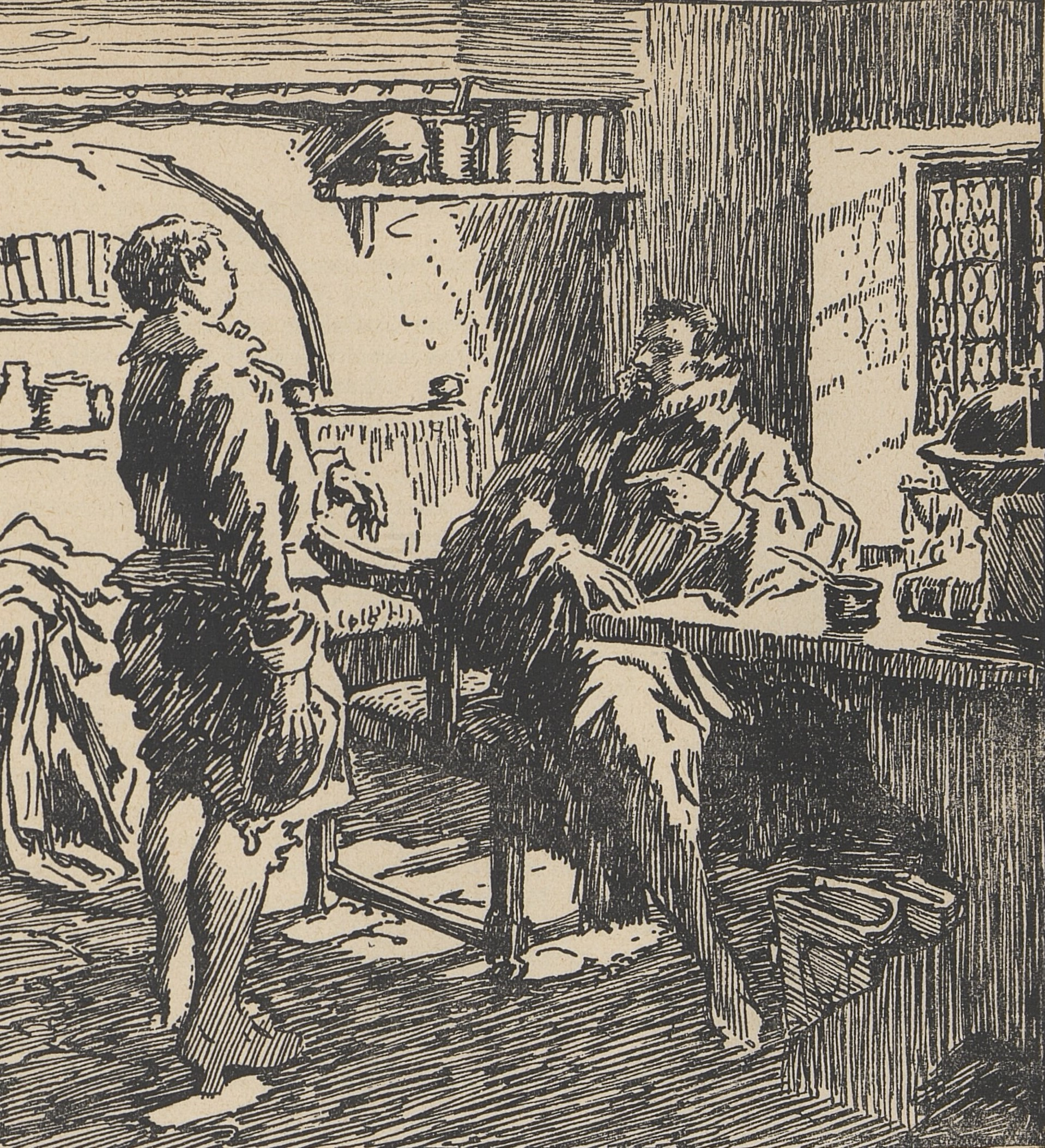
Ilustrace ke knize od Adolfa Kašpara

Román přivádí čtenáře do Prahy 1. poloviny 17. století. Konkrétně do období těsně před a po bitvě na Bílé hoře.
Kniha je rozdělena na 2 části. 1. kniha nás seznamuje se studenty Karolína, jejich starostmi a především s jejich rektorem – mistrem Kampanem Vodňanským. Druhá kniha je pak už více zaměřena na situaci v Čechách – náboženské rozpory české šlechty, je zde velmi podrobně ukázána bitva na Bílé hoře a následné sankce pro protestantskou šlechtu.
V první části je ukázán podrobný život středověkých studentů vysokých škol. Jejich chování se dá přirovnat k chování dnešních vysokoškoláků –při zkouškách si radí, píší si taháky, chodí se bavit, navštěvují hospody a dělají si naschvály s jezuitskou kolejí – Klementinem.
Děj knihy začíná dnem před zahájením bakalářských zkoušek, kdy skupina studentů v čele s Jiřím Mollerem, studentem, který zkoušky opakuje podruhé, odchází místo učení do hospody. Mluví se zde hodně o novém rektorovi, mistru Kampanovi, který je sice velmi přísný, ale přitom zásadový a čestný. Mistr Kampanus nemá rád lež a podvod, proto si moc neoblíbil Jiřího Mollera, který při zkouškách podvádí už moc okatě, je na vyučující drzý a navádí ostatní studenty k nepravostem.
Po úspěšně vykonaných bakalářských zkouškách jdou studenti za mistrem Kampanem, který jim přiděluje místa učitelů na školách v Praze i mimo ni. Jiřího Mollera však v Praze nechce, právě pro jeho povahu, a posílá ho do Pardubic, což se Mollerovi nelíbí, ale nemůže s tím nic udělat.
V další kapitole je pak ukázána láska mistra Kampana ke škole, který si nedovede představit, že by ji měl někdy opustit. Dokonce i když uvažuje o svatbě, přemýšlí nejvíce o tom, jestli by to neuškodilo škole. Nicméně si Lidku bere, ale ta umírá brzy po porodu syna Jeníčka.
Mimo bakalářských zkoušek, jsou v první části knihy popsány i stále více narůstající nepokoje mezi katolíky a protestanty, kteří musí čelit katolickým místodržitelům Slavaty, Martinice a Michny. Po jejich zásahu proti kostelům v Broumově a Hrobě dovedou tyto spory až k defenestraci vedené hrabětem Thurnem.
V druhé části knihy je velmi podrobně popsaná bitva na Bílé hoře a hlavně opatrnost a nerozhodnost jejích velitelů. Po prohrané bitvě vpadne nepřátelské vojsko do Prahy, kterou začne rabovat. Vojáci jsou ubytováni v domech měšťanů, kteří se o ně musí starat na své náklady. V Karolinu se usídlí francouzský důstojník a filosof Descartes, který se s mistrem Kampanem sblíží a společně se snaží zabránit některým násilnostem.
Bitva má dopady i na univerzitu – jsou zabrány okolní vesnice, které jí dodávají zásoby. Novým správcem univerzity se stane Mollerus a mistr Kampanus mu osobně předává klíče a pečeť univerzity.
V Praze se k moci dostane kníže Lichtenštejn, Michna je povýšen na hraběte a Mollerus se stává jeho sekretářem. Vůdcové povstání jsou zajati a jejich majetek konfiskován. Mistr Kampanus se snaží přimluvit za propuštění Jana Jesénia, ale bezúspěšně. V den popravy na Staroměstském náměstí stojí mistr Kampanus na ochozu Týnského chrámu a sleduje popravu sedmadvaceti českých pánů.
Univerzita má připadnout jezuitům. Protože si Kampanus vnitřně slíbil, že z ní neodejde, přijímá potupně katolickou víru, aby na ní mohl setrvat. Jezuité ale nepotřebují světské učitele, takže jeho snaha byla zbytečná. Pro zradu víry se od Kampana odvrací jeho přátelé, pronásledují ho výčitky za zradu své víry, ztrácí smysl života. Mistr Kampanus uspořádá svůj majetek, rozloučí se se svým synkem a otráví se.

## Jazyk díla
Autor se snaží o co nejvěrnější vypodobnění historických detailů, proto v románu najdeme 3 rozdílné typy vyprávění. Dějinné události a jejich oficiální představitelé jsou charakterizováni neosobním, objektivním věcným jazykem. Mistr Kampanus při svém veršování používá básnický jazyk. Ale v románu najdeme i vulgarity, převážně u Jiřího Mollera.

## Historický kontext
Dílo se dá s výhradami považovat za historicky pravdivé. Jednak vzhledem k velkému počtu historicky doložených postav, též také díky autorově zálibě v městských knihách, které zachycují život lidí od konce 15. století do konce 17. století. Autor knihy trávil většinu života v archivech, z toho důvodu se dá usuzovat, že jeho dílo bude založeno na pravdivých zdrojích. Přesto si však autor některé skutečnosti upravil pro potřebu románu. Například Campanova sebevražda, která v příběhu hraje velkou roli, není nijak doložená.
Na rozdíl od Aloise Jiráska nedával ve svých dílech důraz na popularitu a zábavnost, nýbrž upřednostňoval historická fakta.